# Anata
Anata — шведская техникал-дэт-метал-группа из Варберга, основанная в 1993 году.

## История
Группа Anata образовалась в 1993 году в городе Варберг. Музыку группы можно описать как брутальный дэт-метал с элементами мелодик и прогрессив. Из первоначального состава в группе остался только вокалист Фредрик. Первое демо коллектива было записано в июне 1995 года («Bury Forever the Garden of Lie»). Запись получила отличные отзывы.
В 1996 году группу покидают гитарист Mattias Svensson и басист Martin Sjöstrand. В том же году был найден новый басист Henrik Drake. В 1997 году коллектив записывает второе демо, «Vast Lands of My Infernal Dominion». Вскоре найден и второй гитарист Andreas Allenmark. Вторая демозапись оказалась настолько хорошей, что группе удается подписать контракт с французским лейблом Season Of Mist, а годом позже выходит дебютный альбом «The Infernal Depths of Hatred».
Ошеломительный успех первого альбома не останавливает музыкантов, они не расслабляются и сразу начинают работу над следующим альбомом. Dreams of Death and Dismay выходит в 2001 году, после чего ушедшего барабанщика Robert Petersson заменяет Conny Pettersson. В августе 2002 года группа подписывает контракт с компанией Earache/Wicked World.

## Название
Название группы происходит от имени богини Анат из западносемитской мифологии.

## Дискография
- 1997 — Vast Lands Of My Infernal Dominion
- 1998 — The Infernal Depths Of Hatred
- 1999 — War Volume II (Anata Versus Bethzaida)
- 2001 — Dreams of Death and Dismay
- 2004 — Under a Stone with No Inscription[1][2][3][4][5]
- 2006 — The Conductor’s Departure[6][7][8][9]